# Ciro (futebolista)
Ciro Henrique Alves Ferreira e Silva, mais conhecido como Ciro (Salgueiro, 18 de abril de 1989), é um futebolista brasileiro que atua como atacante. Atualmente defende o Persib Bandung.

## Carreira

### Início
Com 15 anos, começou sua carreira nas categorias de base do Salgueiro, indo com 16 anos para o Sport, onde foi artilheiro do Campeonato Pernambuco de Juniores de 2008, com 44 gols em 29 jogos. Foi lançado no elenco profissional pelo então treinador Nelsinho Baptista.

### Sport
Fez sua estreia no time profissional do Sport no Campeonato Brasileiro de 2008, no dia 31 de julho de 2008, contra o time mineiro do Ipatinga, na Ilha do Retiro. Entrou aos 19 minutos do segundo tempo, sofreu um pênalti e marcou um gol, na vitória do seu time por 3–1. Depois, ainda entrou em outras oito partidas e balançou a rede mais três vezes.
Em 2009, Ciro se tornou atacante titular da equipe no Campeonato Pernambucano, sendo campeão, ganhando os prêmios de gol mais bonito e revelação da competição. Jogou sua primeira partida na Libertadores da América, marcando gol e dando o passe para o segundo, selando a vitória da equipe rubro-negra por 2–1 sobre o Colo-Colo, no Chile. 

### Fluminense
No dia 15 de junho de 2011, o atacante foi apresentado oficialmente pelo Fluminense.
Três dias depois, em 18 de junho, estreou pelo Tricolor das Laranjeiras numa partida contra o Bahia, pelo Campeonato Brasileiro. Ciro teve boa atuação, porém não pôde evitar a derrota ante o adversário. Em seu segundo jogo com a camisa tricolor, Ciro melhorou a impressão deixada para a torcida e marcou dois gols na vitória por 3–1 sobre o Atlético Paranaense. Nas 12 partidas seguintes, Ciro faz atuações fracas e não é mais utilizado pelo treinador.

### Bahia
Em janeiro de 2012, mesmo contrariando grande parte da torcida do Bahia que não queria o jogador no clube (por ser um jogador identificado com o rival Sport), o atacante foi anunciado como reforço do tricolor baiano. No início Ciro mostrou muita competência, ajudou muito no título estadual. Fez bons jogos e importantes gols. No campeonato abaixou um pouco seu nível, contudo, ele ainda era o reserva imediato e sempre que entrava mostrava um bom serviço, ajudou em algumas jogadas de gols do time, contudo, Ciro não repetiu o nível das atuações que teve na pelo Sport até 2010.

### Atlético Paranaense
Em fevereiro de 2013 é anunciado como novo reforço do Atlético Paranaense. Não consegue render, é encostado no time B do Atlético e, com o término da temporada, não tem o seu contratado renovado.

### Figueirense
Em janeiro de 2014 o Figueirense anuncia Ciro como novo reforço para a disputa da Série A. Consegue algumas chances no time, mas não mostra bom futebol e, em pouco tempo de clube, é dispensado.

### Luverdense
Em janeiro de 2015 Ciro chegou a ser anunciado como reforço do Erzgebirge Aue, mas a negociação não deu certo e no dia 10 de fevereiro de 2015 Ciro foi apresentado como novo reforço do Luverdense.

### Jeju United
Em julho de 2015, foi anunciado como reforço do Jeju United da Coreia do Sul. É a primeira experiência do atleta fora do país.
| “ | Estou muito feliz com essa nova fase que estou vivendo. Agora quero manter esse bom retrospecto que tive no Luverdense aqui no Jeju United, que é um dos grandes clubes na Coreia do Sul. Espero aproveitar a oportunidade com muitos gols e títulos aqui no futebol asiático. E acrescentou dizendo: Cheguei ao Jeju para fazer história na Coreia do Sul. Esse é o meu objetivo. Estava atuando normalmente no Luverdense e estou pronto caso a comissão técnica queira. Vontade não vai faltar - disse o atacante. | ” |

### Remo
Em abril de 2016, é contratado pelo Remo para a disputa da temporada e Copa do Brasil. Sobre o fracasso no Fluminense, ele disse:
| “ | Surgi muito bem no Sport e a passagem pelo Fluminense foi turbulenta extracampo. O falecimento do meu pai me prejudicou. Fiquei bastante abatido. Esse processo durou uns três anos até reunir forças para retomar a carreira. | ” |

Em outubro do mesmo ano, rescindiu o contrato com o clube alegando que estava sem receber salários e teve que deixar o apartamento em que morava de aluguel, por falta de pagamento.
| “ | Estou saindo numa boa, hoje (quinta-feira) finalizamos o acordo e estou indo embora. O Remo cedeu passagens aéreas para minha família, tudo foi ótimo. Só tenho que agradecer o apoio da torcida azulina, que é maravilhosa, sempre esteve ao meu lado. Infelizmente futebol tem essas coisas e este ano não fomos bem nas competições, mas tudo passa e acredito que ano que vem o Remo vai dar a volta por cima – declarou o atacante. | ” |

### Joinville
Em dezembro de 2016, é contratado pelo Joinville para a temporada 2017.

## Seleção Brasileira
Foi convocado para a Seleção Brasileira Sub-20 para uma série de amistosos visando selecionar alguns jogadores para o Mundial Sub-20 de 2009 no Egito. No primeiro jogo, foi um dos destaques usando a "Camisa 9", marcando um gol e dando assistências para outros dois. A seleção foi campeã do hexagonal internacional na Venezuela, onde o Ciro foi artilheiro com cinco gols. Com boas atuações, foi então convocado para o Mundial, onde entrou em dois jogos e marcou um gol contra a Austrália. A seleção terminou como vice-campeã mundial, perdendo para Gana na disputa por pênaltis.

## Títulos
Salgueiro
- Copa Pernambuco: 2005

Sport
- Campeonato Pernambucano: 2008, 2009, 2010
- Copa Pernambuco: 2007
- Copa do Brasil: 2008

Bahia
- Campeonato Baiano: 2012[8]

Figueirense
- Campeonato Catarinense: 2014

Persib Bandung
- Campeonato Indonésio: 2023–24[9]

### Individuais
- Revelação do Campeonato Pernambucano de Futebol: 2009
- Jogador com maior número de gols em um único campeonato estadual: 27gols em 13 jogos ao total
- Melhor atacante do Campeonato Pernambucano de Futebol: 2010
- Gol mais bonito do Campeonato Pernambucano de Futebol: 2009–2010
- Melhor atacante do Campeonato Brasileiro de Futebol - Série B: 2010
- Melhor atacante do Campeonato Paraense de Futebol: 2016

### Artilharias
- Artilheiro do Campeonato Hexagonal Internacional da Venezuela: 2009
- Campeonato Pernambucano: 2010